# Teresa Starowieyska
Teresa Starowieyska, po mężu Bisping (ur. 31 stycznia 1953 w Krakowie) – polska koszykarka, występująca na pozycji rozgrywającej, reprezentantka kraju, multimedalistka mistrzostw Polski. 
Jest wychowanką Wisły Kraków, w której występy zaczęła jako 11-latka w 1964.
W latach 1972–1977 studiowała geografię w krakowskiej WSP.

## Osiągnięcia
Drużynowe
- Mistrzyni Polski (1969–1971, 1975–1977)
- Wicemistrzyni:
  - Pucharu Europy Mistrzyń Krajowych (1970)
  - Polski (1972–1974)
- Finalistka pucharu Polski (1978)
- Uczestniczka Pucharu Europy Mistrzyń Krajowych (1968/69 – TOP 6, 1970, 1970/71 – 4. miejsce, 1971/72 – TOP 8, 1975/76 – TOP 8, 1976/77 – TOP 12)

Indywidualne
- Nagrodzona medalem "za zasługi dla rozwoju koszykówki" (2017)[1]

Reprezentacja
- Uczestniczka:
  - uniwersjady (1973)
  - turnieju przedolimpijskiego (1976)